# کالج آلبرتوس مگنس
کالج آلبرتوس مگنس (به انگلیسی: Albertus Magnus College) یک مدرسه در ایالات متحده آمریکا است که در کنتیکت واقع شده‌است.